# Weiswampach
Weiswampach (luxembourgsk: Wäiswampech) er en kommune og et byområde i Luxembourg. Kommunen, som har et areal på 35,25 km², ligger i kantonen Clervaux i distriktet Diekirch. I 2005 havde kommunen 1.155 indbyggere. 
50°08′00″N 6°04′00″Ø / 50.1333°N 6.0667°Ø